# Эккельсхайм
Эккельсхайм (нем. Eckelsheim) — община в Германии, в земле Рейнланд-Пфальц. 
Входит в состав района Альцай-Вормс. Подчиняется управлению Вёльштайн.  Население составляет 472 человека (на 31 декабря 2010 года). Занимает площадь 4,92 км².